# Franz Xaver Fieber
Franz Xaver Fieber (Praag, 1 maart 1807 - Chrudim, 22 februari 1872) was een Duits entomoloog en plantkundige.
Franz Xaver Fieber werd geboren als zoon van Franz Anton Fieber en Maria Anna Hantsehl. Van 1824 tot 1828 sturdeerde hij economie en moderne talen aan de Tsjechische Technische Universiteit in Praag. Daarna werke hij als financieel ambtenaar en werd hij gekozen als magistraat in Chrudim.
Als entomoloog bestudeerde hij rechtvleugeligen (Orthoptera) en halfvleugeligen (Hemiptera) en dan voornamelijk de vleugels van deze insecten. Hij publiceerde "Synopsis der europäischen Orthopteren" in 1854 en "Die europäischen Hemiptera" in 1860. Verder beschreef hij vele andere insecten voor het eerst. Fiber was lid van de Deutsche Akademie der Wissenschaften Leopoldina.

## Taxa
Een aantal insecten is naar Fieber vernoemd, bijvoorbeeld : 
- De veenkielwants (Elasmucha fieberi),een wants uit de familie kielwantsen,
- Pseudopodisma fieberi, een rechtvleugelig insect uit de familie veldsprinkhanen,
- Arthrodygmus fieberi, een keversoort uit de familie zwartlijven.

Een aantal insecten en genera is door Fieber voor het eerst wetenschappelijk beschreven, bijvoorbeeld: 
- Turanogryllus lateralis, een rechtvleugelig insect uit de familie krekels,
- Poecilimon schmidtii, een rechtvleugelig insect uit de familie sabelsprinkhanen,
- Cercopis arcuata, een halfvleugelig insect uit de familie schuimcicaden

- Bibsys: 2067929
- Author citation (botany): Fieber
- Stuttgart Database of Scientific Illustrators 1450–1950: 1715
- Gemeinsame Normdatei: 100471463
- International Standard Name Identifier: 0000 0000 7103 5308
- Nationale Bibliotheek van Tsjechië: jk01031076
- Nederlandse Thesaurus van Auteursnamen: 152318127
- Réseau des bibliothèques de Suisse occidentale: 02-A003241754
- Istituto Centrale per il Catalogo Unico: PUVV232412
- LIBRIS: 327420
- Système universitaire de documentation: 187814023
- Museum of New Zealand Te Papa Tongarewa: 73007
- Virtual International Authority File: 61897022
- WorldCat: E39PBJyGRbMDJHhjpmR4BhC84q